# 昴德·冈昂

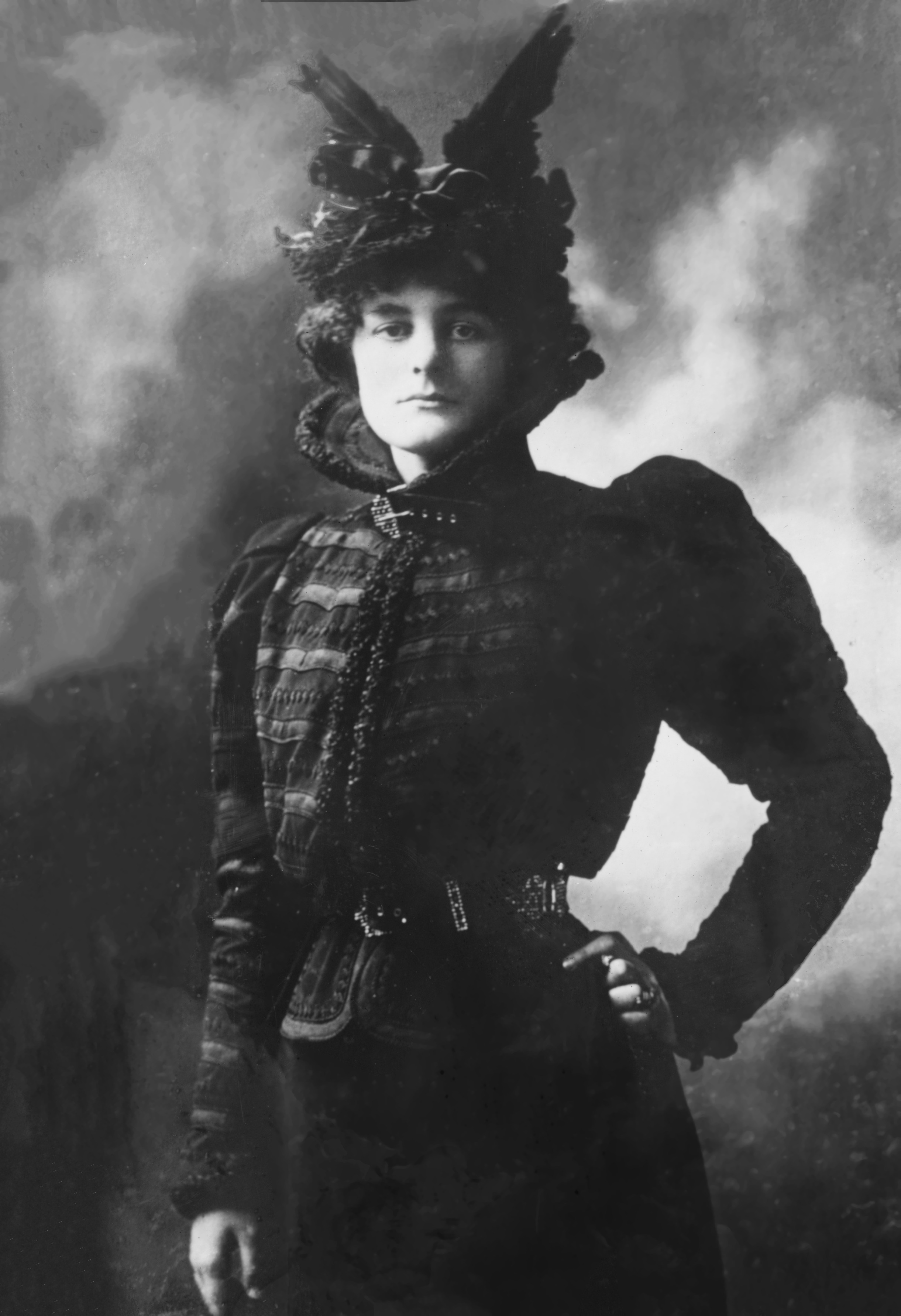
昴德·冈昂

茉德·岡·麥克布萊德（Maud Gonne MacBride，1866年12月21日—1953年4月27日），是一名在英國出生的愛爾蘭革命家，女權主義者和演員。她讓世人熟知的莫過於她與威廉·巴特勒·叶芝之間曲折的感情糾葛。
埃蒂斯·茉德·岡出生于薩里郡費勒姆附近的通漢姆，她是第十七槍騎兵軍的湯瑪斯·岡上尉（1835-1886）的長女。其父的祖籍在蘇格蘭的凱斯內斯。她的母親名為埃蒂斯·弗裏斯·岡（Edith Frith Gonne，原姓Cook，1844-1871）。當她仍是孩童之時，其母便已離世。因此，岡被送往法國接受教育。
1882年的時候，她的父親——一名軍官——被派遣前往都柏林。
1890年，岡回到了法國。在那，她又一次遇見了Millevoye. 在他們在一起的1893到1895年間，他們生了兩個孩子。只有第二個孩子，名為Iseult Lucille Germaine Millevoye的女孩活了下來，這個女孩後來嫁給了一個名為Francis Stuart的愛爾蘭-奧地利小說家。
於1900年的復活節，她建立一個名為Inghinidhe na hÉireann（愛爾蘭之女）的革命女性社群。在1902年4月，她在由葉慈所寫的名為戲劇《凯丝琳女伯爵》 (Cathleen Ní Houlihan)中擔任女主角。她在那場演出中表現出了震驚四座的表演，因為那個劇本是專門為她量身定做的。
同年，茉德加入了羅馬天主教會。她拒絕了葉慈多次的求婚，理由是她覺得葉慈是一名不堅定的共和主義戰士，而且他也無意加入羅馬天主教（其中至少有一部分的原因是葉慈的神秘主義傾向，他當時是the Hermetic Order of the Golden Dawn教的主席）。 1903年，茉德於巴黎嫁給了約翰·麥克布萊德。次年，他們的兒子——西恩·麥克布萊德出生了。雖然這場失敗的婚姻以離婚告終，並且她的丈夫回到了愛爾蘭，而茉德則繼續留在巴黎到1917年。 